# エニオ・オリヴェイラ・ジュニオール
エニオ・オリヴェイラ・ジュニオール（Ênio Oliveira Júnior, 1981年5月16日 - ）は、ブラジル・アラゴアス州ムリシ出身のサッカー選手。ポジションはミッドフィールダー。
Kリーグ時代の登録名はエニーニョ（ハングル: 에닝요）。

## 経歴

### クラブ
2009年に韓国の全北現代モータースに加入した。2013年から2014年まで中国の長春亜泰でプレーしていたが、2015年から全北現代モータースへ復帰した。
2015年7月8日、全北現代モータースと相互合意により契約解除することを発表した。